# Acrocyrtidus fasciatus
Acrocyrtidus fasciatus es una especie de escarabajo longicornio del género Acrocyrtidus, tribu Compsocerini, subfamilia Cerambycinae. Fue descrita científicamente por Jordan en 1894.
Se distribuye por Laos y Tailandia. Mide aproximadamente 14-18 milímetros de longitud. El período de vuelo de esta especie tiene lugar en los meses de marzo y abril.